# František Kožík
František Kožík ( 16 mai 1909, Uherský Brod  - 5 avril 1997, Telč) est un écrivain tchèque et écrivain en espéranto, auteur de romans historiques et biographiques (Deburau, Camões, Cervantes, Sade, Comenius, Janáček, Manes, Vojan, Tyl, Čermák, Braunerová, Těsnohlídek, etc.). Il utilise le pseudonyme Jiří Žalman comme auteur-compositeur-interprète. 

## Biographie
Il commencé sa scolarité pendant l'année 1915 dans une école de formation à l'Institut d'enseignement de Kroměříž. Puis, en 1919, il rejoint le lycée d'Uherské Hradiště, où il étudie seulement jusqu'en 1925 et obtient son diplôme en 1927 déjà au lycée d'État tchèque de Brno. Il étudie ensuite à la faculté de droit de l'Université Masaryk, où en 1931 il obtient son doctorat en droit. De 1931 à 1933, il est également étudiant à la faculté des arts de l'Université Masaryk et, depuis 1928, étudiant extraordinaire au Conservatoire de Brno, où en 1931 il obtient son diplôme de mise en scène et de dramaturgie. 
Entre 1933 et 1940, il est directeur de la radio de l'émission Verda Stacio à Brno, diffusant en espéranto, membre du groupe dramatique TRAKT.En 1935, son opérette en Esperanto Sur de la sternite (sur un lit de roses, écrit avec Bohumír Polách musique Jaromir Weinberger, traduits en espéranto George Vitezslav SAML) est diffusé à la radio. Il crée de nombreuses autres émissions de radio en tchèque, en particulier pour les jeunes. Un fait moins connu est qu'il a également écrit un livret pour des opéras (par ex. Pohádka máje, présenté par le Théâtre National de 1950). 
Pendant le Protectorat, il est le dramaturge des sketches radio de propagande. Le 30 avril 1943, František Kožík parle de son voyage à Katyn à la radio. 
Dans les années 90, il assiste à des spectacles et à des discussions en soirée lors d'expositions organisées par le Mouvement démocratique Masaryk .

## Vie privée
Sa première épouse Zdeňka Švabíková est actrice, également membre de TRAKT; sa seconde épouse Olga Horáková est une écrivaine dont le drame Epizodo komenciĝas est diffusé par Verda Stacio en 1949. 

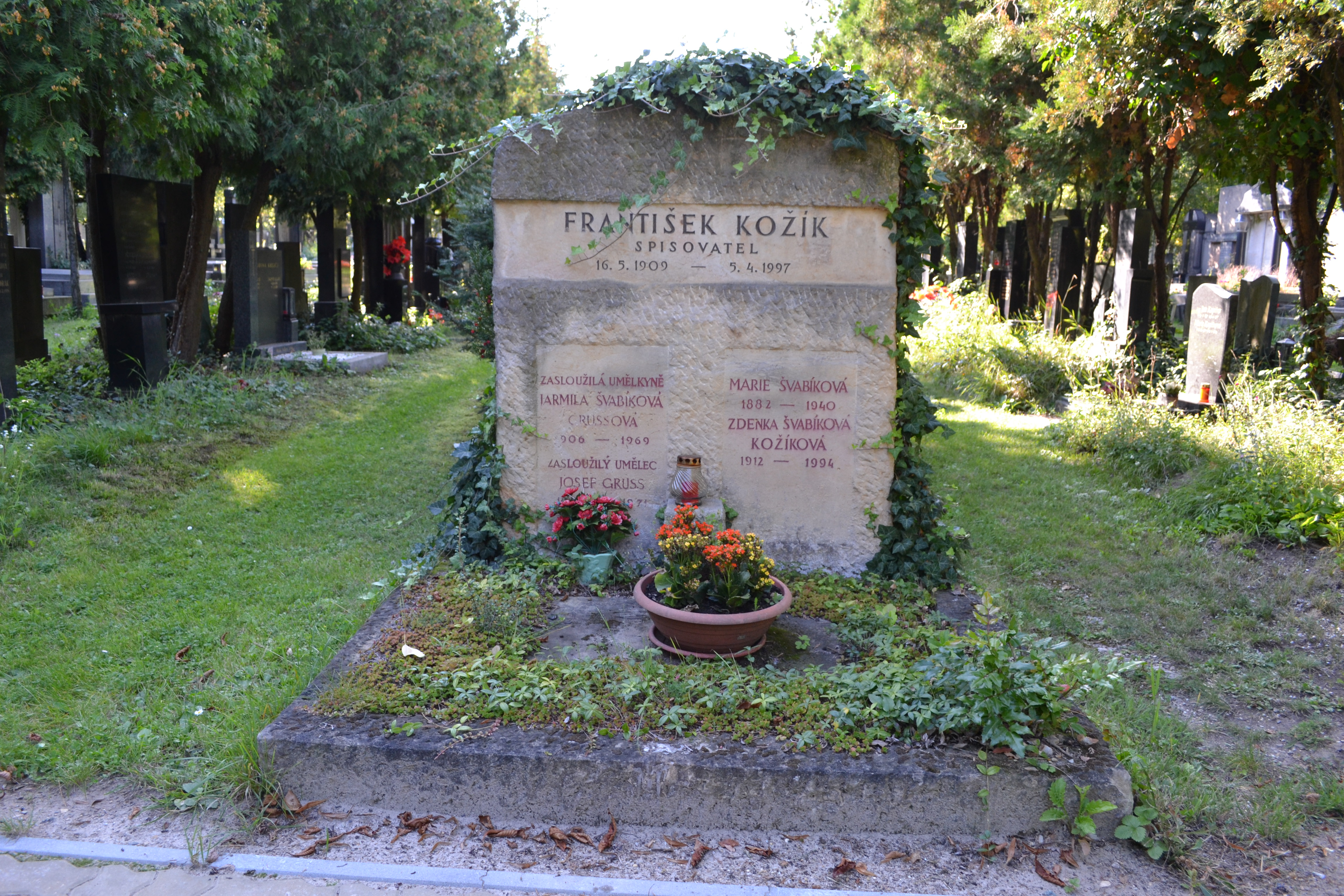
Tombe au cimetière Vinohrady à Prague

## Œuvres
- Největší z pierotů (1939) - Le personnage principal est l'acteur tchéco-français Jean Gaspard Deburau (après sa mère d'origine tchèque), un artiste qui essaie de se faire connaître en France, mais au début, il échoue. Il tente également de se suicider, mais il est sauvé par une prostituée et deux "membres de la racaille". Il sera aidé par trois admirateurs de haut niveau du théâtre et connaîtra le succès. Mais son mariage s'effondre car il néglige sa famille à cause de sa carrière. Lorsqu'il trouve une nouvelle relation, il est troublé par une grave maladie pulmonaire. Lors de sa dernière représentation, il est épuisé et décède peu de temps après. Tout Paris le pleure. Dans le contexte de l'histoire, l'auteur dépeint la période du romantisme (première moitié du XIXe siècle) et est également un exemple d'une personnalité tchèque (quoique seulement une partie) qui est devenue célèbre à l'étranger. La première version a été critiquée pour sa fabrication excessive et son inexactitude. Dans l'édition révisée (1948, 1954), Kožík était déjà parti de nouvelles sources et ces versions sont plus précises.
- Básník neumírá (1940) - à propos du poète portugais Luísi Camões
- Na dolinách svítá (1947, resorti en 1971 avec le titre Hejtman Šarovec) - un roman historique sur le héros fictif sourd Jan Šarovec, qui a aidé à protéger Slovácko contre la famille Bočkajov en 1605
- Vítězství vůle (Příklad Emila Zátopka) (1949), Prague, maison d'édition de la communauté tchécoslovaque Sokol - un livre sur Emil Zatopek
- Josef Mánes (1955) - sur le peintre Josef Mánes - filmé en 1976 sous le titre Paleta lásky
- Synové hor (1954) - sur la tragédie des skieurs tchèques Hanče et Vrbata - filmé en 1956
- Na shledanou, Emile! (1957) - un livre sur Emil Zatopek
- Světlo v temnotách (1958) - à propos de Jan Amos Comenius
- Rytíř smutné postavy (1958) - à propos de Cervantes
- Zákon věrných strážců (1961) - livre pour enfants
- Kryštof Harant (1964) - à propos de Kryštof Harant
- Po zarostlém chodníčku (1967) - à propos de Leoš Janáček
- Pouta věrnosti (1971) - à propos du peintre Jaroslav Čermák
- Miláček národa (1975) - à propos de JK Tyl
- Na křídle větrného mlýna, Neklidné babí léto (1977, 1979) - à propos de Zdenka Braunerová
- Město šťastných lásek (1978) est une histoire de l'époque de Zacharias de Hradec sur fond de réalité d'aujourd'hui
- Kronika života a vlády Karla IV., krále českého a císaře římského (1981) - à propos de Charles IV.
- Fanfáry pro krále (1983) - à propos d'Eduard Vojan
- Jsem vánočnímu stromku podoben (1992) - à propos de Rudolf Těsnohlídek
- Černé slunce (1992) - À propos du marquis de Sade
- Neklidné babí léto
- Moje Kroměříž (1995) - décrit l'enfance de l'auteur, qu'il a vécu à Kromeriz dans la rue Ztracena en 1913-1925. Sur la maison est placée une plaque commémorative informant de l'enfance passée et de la citoyenneté honoraire de la ville.
- Čas třešní - À propos de Napoléon III. et la Commune de Paris
- Za trochu lásky... (1997 - à propos du poète Jaroslav Vrchlicky)
- Blázny živí Bůh - Un roman sur une bande médiévale d'acteurs nomades qui sauvent une actrice accusée de sorcellerie d'être brûlée, également comme pièce de théâtre dans sept actes de Sabin
- Prstýnek z vlasů - un roman pour les jeunes
- Pohádky vánočního zvonku - Contes de fées modernes pour enfants
- O Honzovi - une pièce de théâtre basée sur l'un des contes de Noël
- Tři zlí kmotři - une pièce basée sur l'une des cloches de Noël de conte de fées
- Pírinka (1943) - un livre sur les problèmes de la fille tchèque Helena en Indonésie
- Zelená princezna - une pièce basée sur le livre "Plume"

## En espéranto
- Poeto ne mortas (petite anthologie, 1984)
- Lumo en tenebroj (1992, à propos de Comenius, avec un amendement des travaux de Comenius)